# Francusko-španjolski rat (1635. – 1659.)
Francusko-španjolski rat (1635. – 1659.) vodio se između Francuske i Španjolske uz sudjelovanje promjenjivih saveznika tijekom rata. Prva faza, koja je započela u svibnju 1635. i završila Westfalskim mirom (1648.), smatra se srodnim sukobom Tridesetogodišnjeg rata. Druga faza trajala je do 1659., kada su Francuska i Španjolska pristale na mirovne uvjete Pirenejskim mirom.
Glavna područja sukoba uključivala su sjevernu Italiju, Španjolsku Nizozemsku i njemačko Porajnje. Osim toga, Francuska je podržavala pobune protiv španjolske vlasti u Portugalu (Portugalski restauracijski rat 1640. – 1668.), Kataloniji (1640. – 1653.) i Napuljskom Kraljevstvu (1647.), a od 1647. do 1653. Španjolska je podržavala francuske pobunjenike u građanskom ratu poznatom kao "Fronde". Oboje su također podržavali suprotstavljene strane u Pijemontskom građanskom ratu (1639. – 1642. godine).
Francuska je izbjegavala izravno sudjelovanje u Tridesetogodišnjem ratu do svibnja 1635., kada je objavila rat Španjolskoj i Svetom Rimskom Carstvu te ušla u sukob kao saveznik Nizozemske Republike i Švedsko Carstvo. Nakon Westfalskog mira (1648.), rat se nastavio između Španjolske i Francuske, a nijedna strana nije uspjela ostvariti odlučujuću pobjedu. Francuska je ostvarila dobitke u Flandriji i duž sjeveroistočnih Pireneja, ali su do 1658. obje strane bile financijski iscrpljene, što ih je navelo da sklope mirovni sporazum u studenom 1659. godine. 
Francuski teritorijalni dobitci bili su manji, ali su ojačali granice kraljevstva. Luj XIV. oženio je Mariju Tereziju, najstariju kćer Filipa IV., dok je Španjolska je zadržala golemo globalno carstvo i ostala vodeća sila u Europi, ali je sporazum označio početak brzog gubitka njezine europske prevlasti u korist Francuske u usponu pod Lujem XIV.

## Pozadina
Tridesetogodišnji rat započeo je 1618. kada su češki staleži kojima su dominirali protestanti ponudili Kraljevinu Bohemiju Fridriku V., umjesto konzervativnom katoličkom caru Ferdinandu II. Veći dio Svetog Rimskog Carstva ostao je neutralan i na to gledao kao na nasljedni spor, a pobuna je brzo ugušena. Međutim, kada je Fridrik V. odbio priznati poraz, carske su snage napale Palatinat i natjerale ga u progonstvo, a to je promijenilo opseg rata. U kombinaciji s obnovljenom protureformacijom, to je predstavljalo izravnu prijetnju carskim protestantskim državama i vanjskim silama koje su držale carske teritorije pod svojom vlašću. Među njima su bili nizozemski princ, nasljedni vladar Nassau-Dillenburga, i Kristijan IV., kralj Danske-Norveške, koji je također bio vojvoda Holstein-Gottorpa. To je Richelieuu pružilo dodatne mogućnosti da oslabi svoje habsburške protivnike u Španjolskoj i Svetom Rimskom Carstvu, ali i da pritom izbjegne izravan sukob.
Kao rezultat toga, katolička Francuska podržala je protestantsku Republiku Nizozemsku u ratu protiv Španjolske i financirala prvo dansku, a potom i švedsku intervenciju u Svetom Rimskom Carstvu. Godine 1630., Gustav II. Adolf napao je Pomeraniju djelomično kako bi podržao svoje protestantske istovjerce, ali je također tražio kontrolu nad baltičkom trgovinom, koja je osiguravala veći dio prihoda Švedskog Carstva. Švedska intervencija nastavila se nakon Gustavove smrti u Bitki kod Lützena (1632.), ali je izazvala napetosti sa Saskom i Brandenburgom-Pruskom, čije su zemlje bile opustošene kugom i glađu koji su pratili rat.